# Charonia tritonis
Charonia tritonis är en snäckart som först beskrevs av Carl von Linné 1758.  Charonia tritonis ingår i släktet trumpetsnäckor, och familjen Ranellidae.

## Underarter
Arten delas in i följande underarter:
- C. t. tritonis
- C. t. variegata

## Bildgalleri

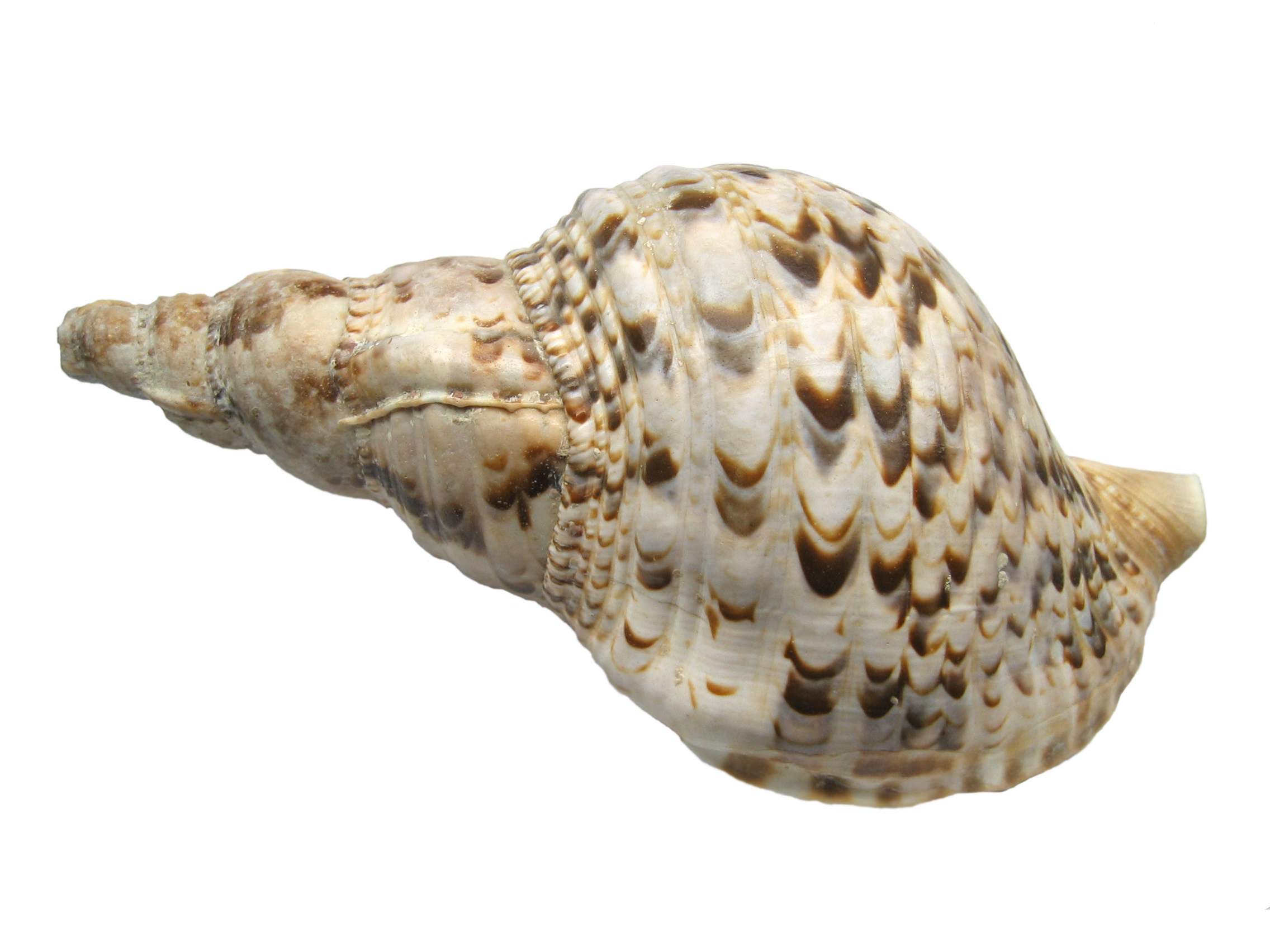
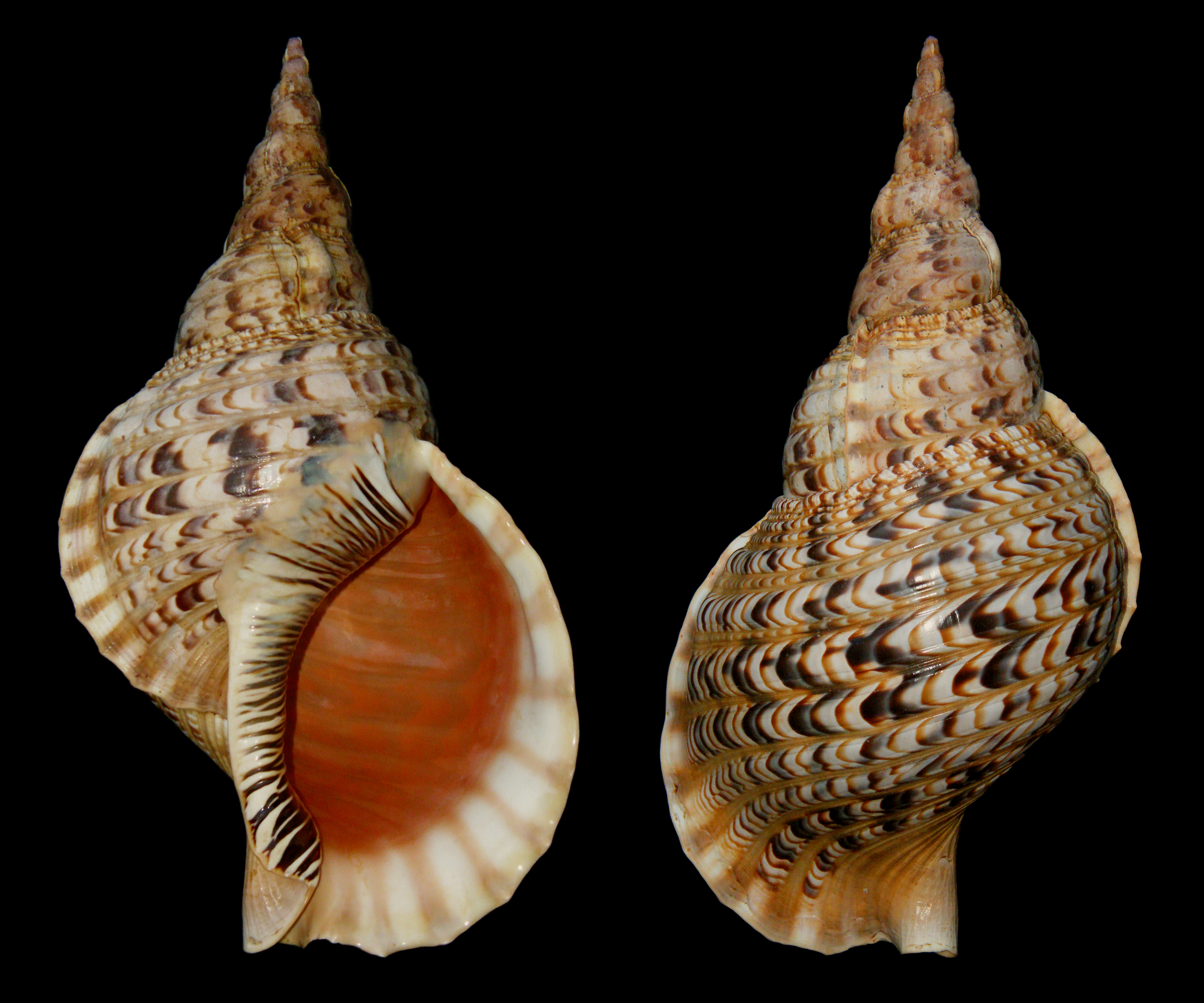
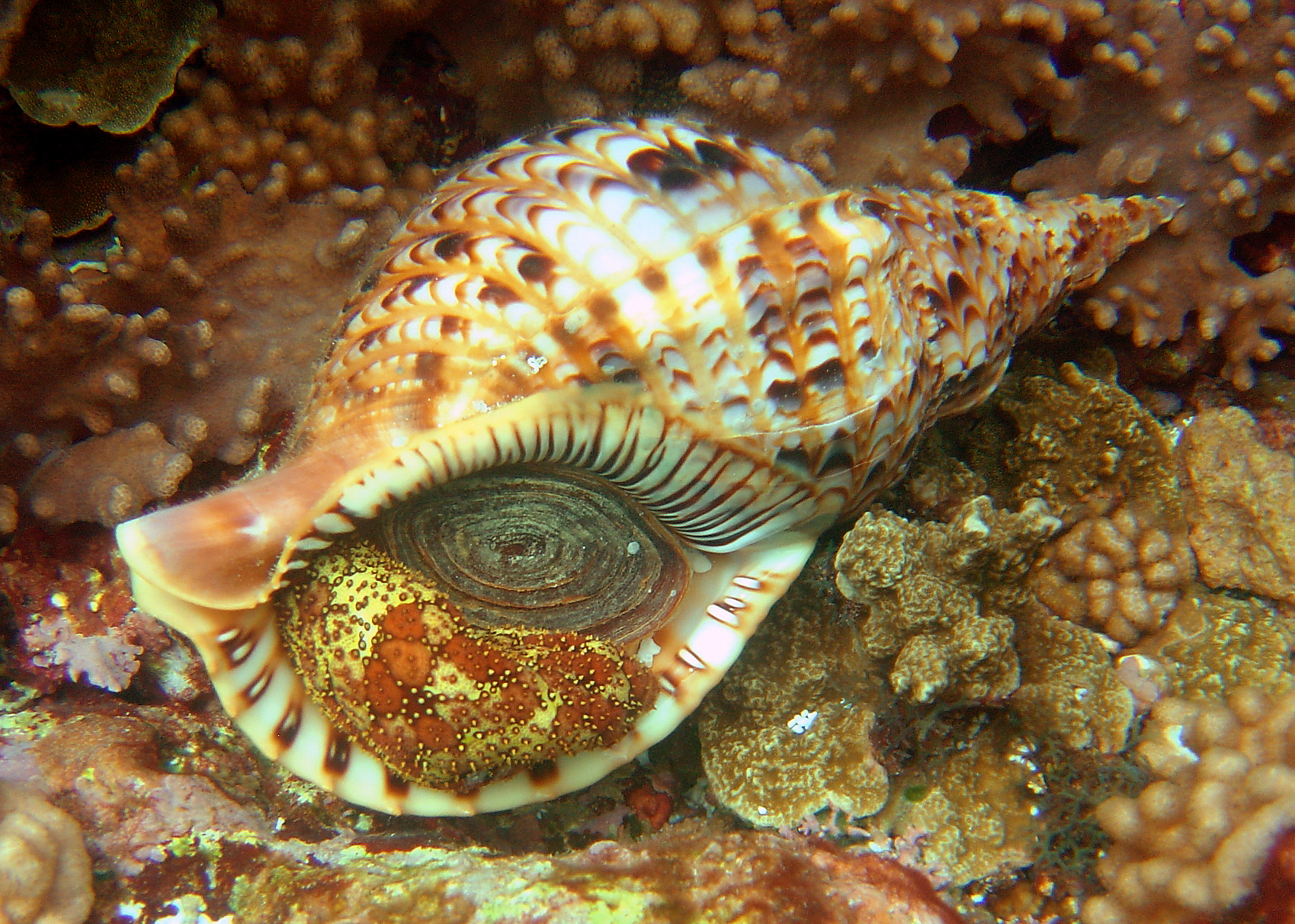
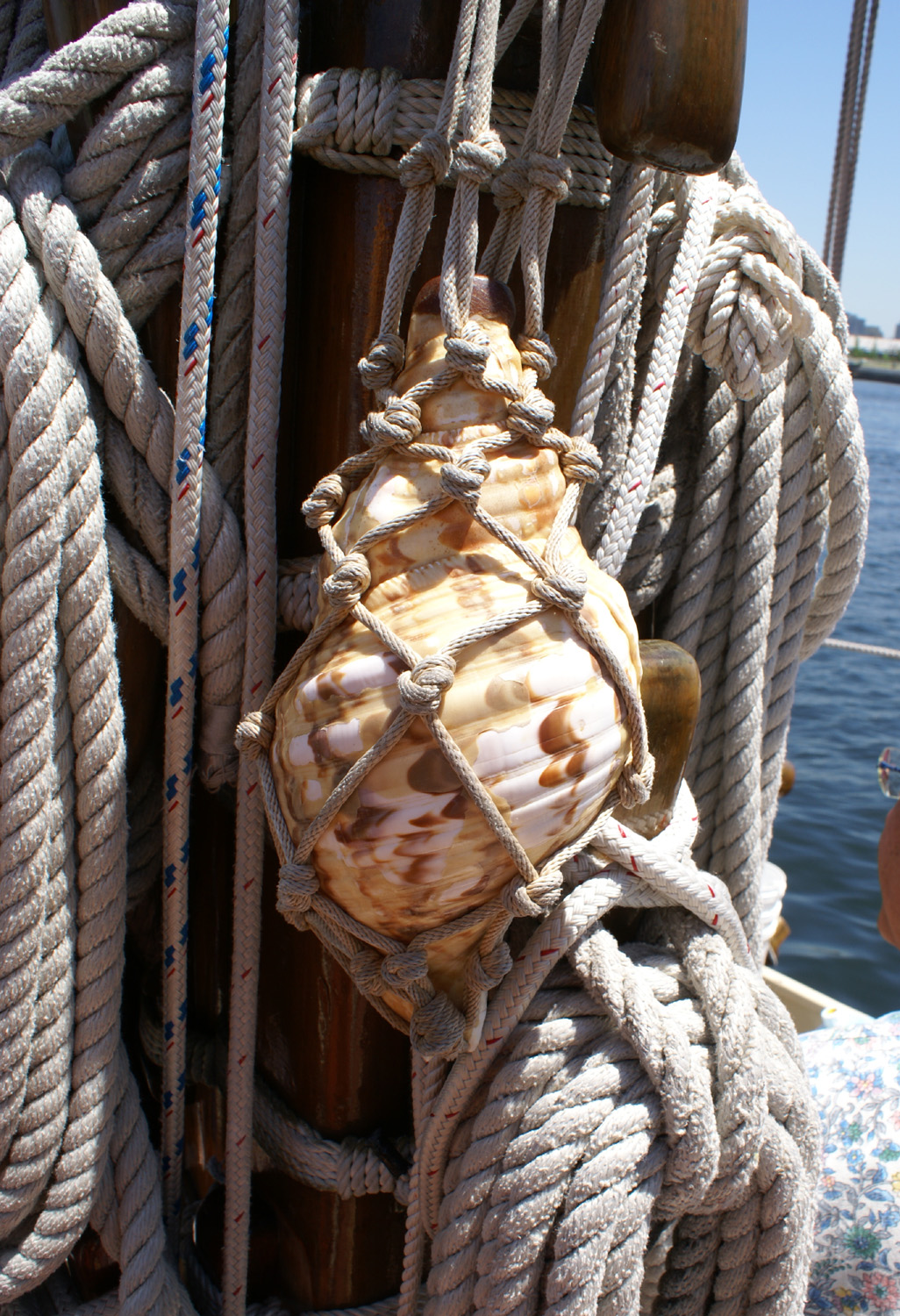